# 苏丹依斯迈站
苏丹依斯迈站位於吉隆坡苏丹依斯迈路，是吉隆坡安邦线和大城堡线的其中一个高架轻快铁车站。本站属于安邦线第一阶段线路，于1996年12月16日开始运营。本站附近有峇都路国小和中国华小。此外，森那美集团（Sime Darby）总部就位于本站对面。
附近有一个单轨站  MR9  美丹端姑站，可以转乘至吉隆坡单轨的其他车站。吉隆坡都市大學學院 （页面存档备份，存于）（KLMUC）就在车站附近。

## 车站结构
本站是安邦线和大城堡线的一个高架车站。车站站台设在顶楼，涵盖两个側式月台和两条线路；在底楼和站台楼之间有一个购票台（车站大厅）。此站的设计类似其他车站，多层屋顶由格子框架、白灰色墙壁和支柱。所有楼层都有楼梯和手扶梯连接。
| 二楼     |                                                                               |                                          |
| 侧式站台 |                                                                               |                                          |
| 1号站台: | 3 安邦线/4 大城堡线 34往 AG1 SP1 冼都東 (→)                                   |                                          |
| 2号站台: | 3 安邦线/4 大城堡线 34通过 AG11 SP11 陈秀连往 SP31 布特拉高原与 AG18 安邦 (←) |                                          |
| 侧式站台 |                                                                               |                                          |
| 一楼     | 车站大厅                                                                      | 自动售票机、验票闸门、售票站、车站控制台 |
| 地面     | 街道                                                                          | 苏丹依斯迈路                             |

## 车站周边
- Kuala Lumpur Metropolitan University College（KLMUC）